# Sài Lang
Chòm sao Sài Lang 豺狼, (tiếng La Tinh: Lupus) là một trong 48 chòm sao Ptolemy và cũng là một trong 88 chòm sao hiện đại, mang hình ảnh con chó sói.
Chòm sao này có diện tích 334 độ vuông, nằm trên thiên cầu nam, chiếm vị trí thứ 46 trong danh sách các chòm sao theo diện tích.
Chòm sao Sài Lang nằm kề các chòm sao Củ Xích, Thiên Hạt, Viên Quy, Bán Nhân Mã, Thiên Xứng, Trường Xà.

## Thiên thể
Các thiên thể đáng quan tâm
- Sao biến đổi không chu kỳ RU Lup
- Sao đôi η Lup
- Cụm sao cầu NGC 5986
- Cụm sao mở NGC 5822